# 大山貴弘
大山 貴弘（おおやま たかひろ、1985年3月22日 - ）は、日本の元ラグビー選手。
現在ジャパンラグビーリーグワン九州電力キューデンヴォルテクスのチームマネージャーを務めている。

## プロフィール
- 福岡県出身[1]。
- ポジションはフッカー(HO)。
- 身長 174 cm、体重 100 kg
- ニックネームはおーやま。
- 九州代表に選ばれたことがある[2]。

## 略歴
2003年、東福岡高校卒業後、日本大学に入学する。
2006年、日本大学ラグビー部の主将に就任した。
2007年、日本大学卒業後、九州電力キューデンヴォルテクスに加入。
2009年11月7日に行われたトップキュウシュウA第の山形屋戦に先発出場で公式戦初出場を果たした。